# Кравчик яванський
Кра́вчик яванський (Orthotomus sepium) — вид горобцеподібних птахів родини тамікових (Cisticolidae). Ендемік Індонезії.

## Підвиди
Виділяють два підвиди:
- O. s. sundaicus Hoogerwerf, 1962 — острів Панаїтан;
- O. s. sepium Horsfield, 1821 — острови Ява, Мадура, Балі і Ломбок.

## Поширення і екологія
Яванські кравчики є ендеміками Індонезії. Вони живуть у вологих рівнинних тропічних лісах і чагарникових заростях, на полях, плантаціях і в садах.